# Million Sellers
Million Sellers – kompilacyjny album muzyczny zawierający utwory amerykańskiego piosenkarza Ricky’ego Nelsona, wydany przez Imperial Records w 1963 roku.

## Utwory
| A1 | Travelin’ Man                | 2:20 |
| A2 | Never Be Anyone Else But You | 2:15 |
| A3 | It's Late                    | 1:47 |
| A4 | My One Desire                | 2:14 |
| A5 | I Wanna Be Loved             | 2:40 |
| A6 | Young Emotions               | 2:30 |
| B1 | Hello Mary Lou               | 2:17 |
| B2 | Right By My Side             | 2:35 |
| B3 | I’m Not Afraid               | 2:33 |
| B4 | Yes Sir, That’s My Baby      | 1:56 |
| B5 | You Are The Only One         | 2:11 |
| B6 | Milk Cow Blues               | 2:13 |